# Euagra latera
Euagra latera är en fjärilsart som beskrevs av Druce 1890. Euagra latera ingår i släktet Euagra och familjen björnspinnare. Inga underarter finns listade i Catalogue of Life.